# Herb gminy Suchy Dąb
Herb gminy Suchy Dąb – symbol gminy Suchy Dąb, ustanowiony w 2001.

## Wygląd i symbolika
Herb przedstawia na tarczy koloru błękitnego z czarną obwódką w jego centralnej części złoty dąb, posiadający osiem konarów i osiem korzeni. Pod konarami umieszczono zielony trójliść. Symbolika herbu jest następująca – dąb nawiązuje do nazwy gminy, natomiast liczba konarów i korzeni do sołectw gminy.